# Iwan Moskwin (bolszewik)
Iwan Michajłowicz Moskwin (ros. Иван Михайлович Москвин, ur. 16 stycznia?/28 stycznia 1890 w Twerze, zm. 27 listopada 1937 w Moskwie) – rosyjski komunista i rewolucjonista, polityk ZSRR, członek KC WKP(b) (1927-1934).

## Życiorys
Od 1911 działał w SDPRR, bolszewik, studiował w Petersburskim Instytucie Górniczym, którego nie ukończył.
W latach 1917–1919 członek Piotrogrodzkiego Komitetu SDPRR(b)/RKP(b), od 1921 kierownik wydziału Piotrogrodzkiego Komitetu Gubernialnego RKP(b), zastępca sekretarza Północno-Zachodniego Biura KC RKP(b). Od 25 kwietnia 1923 do 2 grudnia 1927 zastępca członka KC RKP(b)/WKP(b), 1924-1926 kierownik Wydziału Organizacyjnego Północno-Zachodniego Biura RKP(b)/WKP(b) i sekretarz tego biura, od 25 marca 1926 do 5 stycznia 1930 kierownik Wydziału Organizacyjno-Dystrybucyjnego KC WKP(b), od 19 grudnia 1927 do 26 stycznia 1934 członek KC WKP(b) i Biura Organizacyjnego KC WKP(b). Od 19 grudnia 1927 do 2 października 1932 zastępca członka Sekretariatu KC WKP(b), od 5 stycznia do 14 listopada 1930 kierownik Wydziału Kadr Administracyjno-Gospodarczych i Związkowych KC WKP(b), od listopada 1930 do lutego 1932 szef Działu Kadr i zastępca przewodniczącego Najwyższej Rady Gospodarki Narodowej ZSRR, od lutego 1932 do 1935 szef Działu Kadr Ludowego Komisariatu Przemysłu Ciężkiego ZSRR, od 11 lutego 1934 do 28 czerwca 1937 członek Komisji Kontroli Radzieckiej przy Radzie Komisarzy Ludowych ZSRR.
W okresie "wielkiej czystki" 14 czerwca 1937 aresztowany przez NKWD. 27 listopada 1937 skazany na śmierć przez Kolegium Wojskowe Sądu Najwyższego ZSRR z zarzutu o szpiegostwo i udział w masonerii, rozstrzelany tego samego dnia. Ciało skremowano w krematorium na Cmentarzu Dońskim, prochy pochowano anonimowo.
17 lipca 1956 zrehabilitowany postanowieniem Kolegium Wojskowego SN ZSRR.